# Matias Barbosa
Matias Barbosa este un oraș în Minas Gerais (MG), Brazilia.